# Маша, або Постфашизм
«Маша, або Постфашизм» — антиутопічний роман українського письменника Ярослава Мельника;  опублікований литовською мовою у Литві 2013 року у видавництві «Alma littera», а в Україні роман вийшов 2016 року у «Видавництві Старого Лева». Роман розповідає про тоталітарну державу далекого майбутнього, у якій існує поділ на надлюдей і людиноподібних тварин. Книжка увійшла у Довгий список літературної премії Книга року ВВС-2016, а згодом і у короткий.

## Опис
Четверте тисячоліття. Журналіст «Голосу Рейху» несподівано закохується в самку стора — одну з істот, які мають людське тіло, але яких не вважають за людей — і стає на шлях боротьби за право сторів називатися людьми. Але чи вдасться герою і його соратникам врятуватися від постфашистів? Вони втікають від переслідування в гори, де на них чекають страшні та романтичні пригоди і вічна туга за людською рівністю та свободою.

## Представлення книги
За словами автора, він спершу роман написав українською мовою, а потім переписав його литовською. Після отримання премії «Книгу року BBC — 2013» за роман «Далекий простір», коли почалася анексія Криму, тобто у кінці лютого 2014 року Мельник запропонував видавцям роман «Маша, або Постфашизм». Роман був представлений 2016 року за участі автора спільно з видавництвом у книгарнях мережі «Є»: 25 квітня у Вінниці, 26 квітня у Львові, 27 квітня у Києві (книжкова крамниця-кафе «Хармс»), 28 квітня у Харкові, 29 квітня у Дніпрі, 8 травня у Тернополі.

## Відгуки
Літературна критикиня Ганна Улюра на порталі «ЛітАкцент» написала, що «новий роман Мельника робить ставку на відразу і гидливість. Ну, і що? Ну, і виграє... Якщо читати «Машу» як жанровий роман, це буде невдячне читання. Але можна спробувати побачити в ньому концептуальну історіософську прозу». Літературознавець і критик Дмитро Дроздовський у газеті «День» написав, що «Маша, або Постфашизм» — це роман про відкриття істини. Ця істина постає на перехресті людського (гуманного, емоційного, чуттєвого) і трансгуманного/постгуманістичного, по суті, постфашистського». Член журі Книга року Бі-Бі-Сі Віра Агеєва написала, що «роман Ярослава Мельника читати інколи важко, хочеться відмахнутися від проблем, відвернутися од надто яскравого світла. Але ж це історія кохання, і якщо воно всепереможне навіть і за таких умов, тоді наше життя усе ж має сенс. І від нас залежить, станемо ми на бік Добра, чи несамохіть допомагатимемо Злу». Карина Сайфутдінова на сайті «Української служби BBC» написала, що «Мельникова книга за могутністю думки, проникненням у надра людської сутності, глибиною аналізу соціуму як хаотичного, непередбачуваного механізму стоїть на рівних позиціях із шедеврами всесвітньо відомих авторів».

## Видання
- 2013 рік — «Alma littera» (лит.)
- 2016 рік — «Видавництво Старого Лева» (укр.)
- 2021 - Macha ou le IVe Reich - Actes Sud (фр.)